# Ada Nilsson
Ada Konstantia Nilsson, (21 de septiembre de 1872 en Toarps Manor, Sur de Sams, Älvsborg, 23 de mayo de 1964 en Fogelstad, Julita) era una médica sueca y una figura prominente en el movimiento feminista sueco.

## Biografía
Nilsson fue huérfana a temprana edad por lo que su tutor se hizo cargo de su educación y la puso en una progresiva escuela primaria para niñas en Estocolmo. Después de graduarse en 1890, se formó como médico en el Instituto Karolinska. Después de la escuela de medicina se convirtió en ayudante de cátedra en Serafimer departamento de ginecología. Luego trabajó durante varios años en Ersta Hospital, a la que pertenecía un orfanato.
En 1907, Nilsson inicia el establecimiento de la Sociedad de Debates de la Mujer, abre su propio estudio en Estocolmo. Con sus conocimientos de la ginecología, se dedica a las prostitutas en Södermalm. Esto condujo a un interés en los temas sociales y la necesidad de la "iluminación" sexual. Desde la década de 1910, era una frecuente conferencista sobre el tema.
Más tarde trasladó su práctica a Triewaldsgränd en el casco antiguo de Estocolmo. Cuando el semanario Tidevarvet comenzó a publicarse en 1923 se convirtió en editorialista, escribiendo muchos artículos sobre educación sexual. En la revista abogó por el uso de anticonceptivos, que eran ilegales hasta 1938. Ella también fue oradora frecuente para la escuela Mujer Ciudadana a Fogelstad.
Nilsson estaba residiendo en Triewaldsgränd 2, por encima de la farmacia Engelen. En casa, a veces se armaba un salón literario con Albert Engström, Boye y Hasse Z como invitados. Entre sus pacientes se podía contar Selma Lagerlöf, Albert Engström y la embajadora soviético Alexandra Kollontai.
Sus últimos años vivió como directora de Mujer Ciudadana Honorine Hermelin en la Pequeña Ulfåsa en Fogelstad.
- Datos: Q4969542
- Multimedia: Ada Nilsson / Q4969542